# Gluconato 2-deidrogenasi
La gluconato 2-deidrogenasi è un enzima appartenente alla classe delle ossidoreduttasi, che catalizza la seguente reazione:
D-gluconato + NADP+ ⇄ 2-deidro-D-gluconato + NADPH + H+
Agisce anche su L-idonato, D-galattonato and D-xilonato.